# Lophotyna khumbuensis
Lophotyna khumbuensis là một loài bướm đêm trong họ Noctuidae.